# Mario Michiaki Yamanouchi

Bischofswappen von Mario Michiaki Yamanouchi

Mario Michiaki Yamanouchi SDB (jap. マリオ 山野内 倫昭, Mario Yamanouchi Michiaki; * 8. Dezember 1955 in der Stadt Saiki, Ōita, Japan) ist ein japanischer Ordensgeistlicher und römisch-katholischer Bischof von Saitama.

## Leben
Mario Michiaki Yamanouchi trat 1975 der Ordensgemeinschaft der Salesianer Don Boscos bei und legte am 24. Januar 1982 die ewige Profess ab. Er empfing am 21. Dezember 1984 das Sakrament der Priesterweihe.
Am 2. Juni 2018 ernannte ihn Papst Franziskus zum Bischof von Saitama. Der Erzbischof von Tokio, Tarcisio Isao Kikuchi SVD, spendete ihm am 24. September desselben Jahres die Bischofsweihe; Mitkonsekratoren waren der Erzbischof von Nagasaki, Joseph Mitsuaki Takami PSS, und der Erzbischof von Osaka, Thomas Aquino Man’yō Kardinal Maeda.